# Jindřich Baillet de Latour
Jindřich Josef Theodor Maria hrabě Baillet de Latour (Heinrich Joseph Theodor Marie Graf von Baillet de Latour) (8. září 1848, Praha – 16. srpna 1899, Vídeň) byl česko-rakouský šlechtic a rakousko-uherský státní úředník. Zastával funkce ve státní správě, působil v Čechách a na ministerstvech ve Vídni. Patřil k rodině Bailletů de Latour, která sňatkem získala majetek v jižních Čechách.

## Životopis
Pocházel ze starého burgundského šlechtického rodu Bailletů, který se během 18. a 19. století usadil v habsburské monarchii a později v Čechách. Narodil se jako jediný syn Josefa Jana Bailleta de Latour (1815–1891) a jeho manželky Henrietty, rozené Krakovské z Kolovrat (1828–1902). Kariéru ve státních službách zahájil jako konceptní praktikant u českého místodržitelství (1871), později působil u okresního hejtmanství v Táboře. Po krátké epizodě 1876–1877 u okresního hejtmanství v Roudnici nad Labem se vrátil do Tábora, kde byl v letech 1877–1885 okresním komisařem. Poté krátce působil na ministerstvu vnitra ve Vídni, ale pak se znovu vrátil do Čech. V letech 1886–1890 byl okresním hejtmanem v Litomyšli a pak krátce v Jindřichově Hradci (1890). Od roku 1890 žil znovu ve Vídni, kde byl ministerským tajemníkem a později sekčním šéfem na ministerstvu zeměbrany. Za zásluhy byl nositelem Řádu železné koruny III. třídy (1898), v roce 1898 byl jmenován také c. k. komořím.
V roce 1877 se oženil s baronkou Helenou Riegerovou z Riegershofenu (1853–1928), dcerou místodržitelského rady barona Wenzela Riegera. Z jejich manželství pocházeli dva synové, pokračovatelem rodu byl syn René (1878–1970).
Jako předurčený dědic velkostatku Radenín převzal jeho správu od matky v roce 1899, zemřel však krátce poté a Radenín zůstal nadále v majetku matky , po jejím úmrtí se dědicem stal Jindřichův syn René.